# Putao
Putao (birman ပူတာအိုမြို့) est la ville la plus septentrionale de la Birmanie (Union du Myanmar). Elle est située dans le nord de l'État de Kachin, au pied des contreforts de l'Himalaya. Le point culminant de la Birmanie, le Hkakabo Razi, est visible depuis la ville, d'où il est possible d'atteindre son camp de base, près du village de Tahaundam.
Putao n'est accessible par la route qu'en été, depuis Myitkyina (seulement pour les birmans). Elle possède aussi un petit aéroport (AITA : PBU, OACI : VYPT) desservi par Air Bagan et Myanmar Airways depuis Myitkyina.  
Les environs sont connus pour leur grande variété d'oiseaux endémiques et d'orchidées rares. L'« Orchidée noire » pousse dans les montagnes à l'ouest et à l'est de la ville.

## Histoire
Hkamti Long (ou Khamti Long) est l'ancien nom de la région autour de Putao, peuplée par les Khamti, un sous-groupe de Shan. Le nom signifie région d'or dans leur dialecte. De nos jours, il y a aussi des populations d'ethnies Nung Rawang et Lisu. À l'ouest de Putao, les explorateurs découvrirent les Hta Lone (Hta Rone ou Taron), une population naine de moins d'un mètre vingt. Ils sont aujourd'hui si peu nombreux qu'ils sont menacés d'extinction.
À Putao se trouvait un avant-poste britannique, Fort Hertz, établi en 1914. Pendant la Seconde Guerre mondiale (Campagne de Birmanie), il fut le seul à ne jamais tomber aux mains des japonais.

## Climat
Putao a un climat subtropical humide de mousson (Cwa selon la Classification de Köppen) ; la plupart des précipitations ont lieu en période de mousson. La température moyenne en janvier est 13,1 °C et en août, mois le plus chaud, 25,9 °C.